# Martela
Martela Oyj est un fabricant finlandais d'ameublement de bureau et de mobilier scolaire. Martela fournit également des services de conception d'aménagement des espaces de travail, de recyclage de meubles et de déménagement.

## Présentation

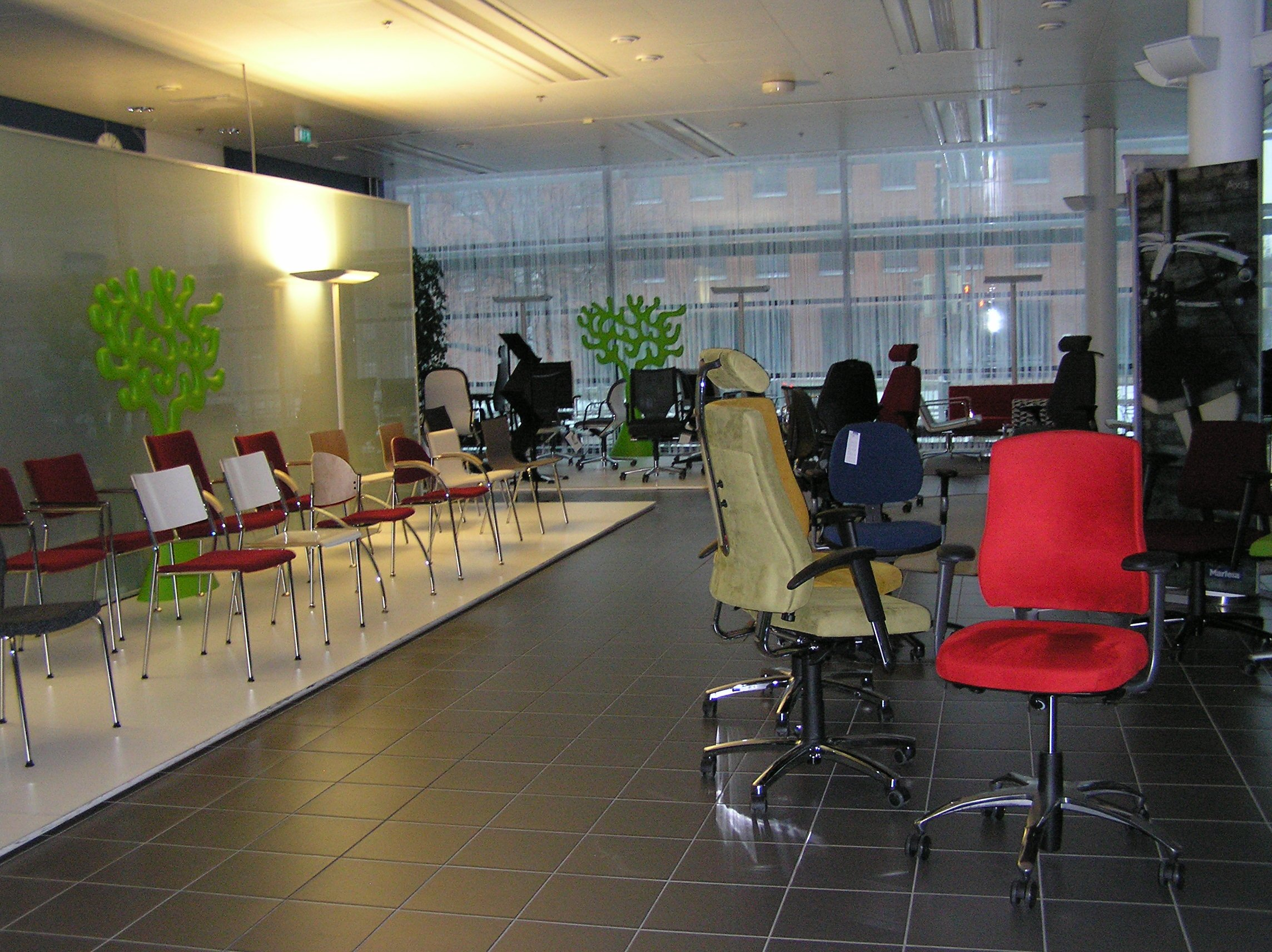
Meubles Martela au siège de Martela à Helsinki.

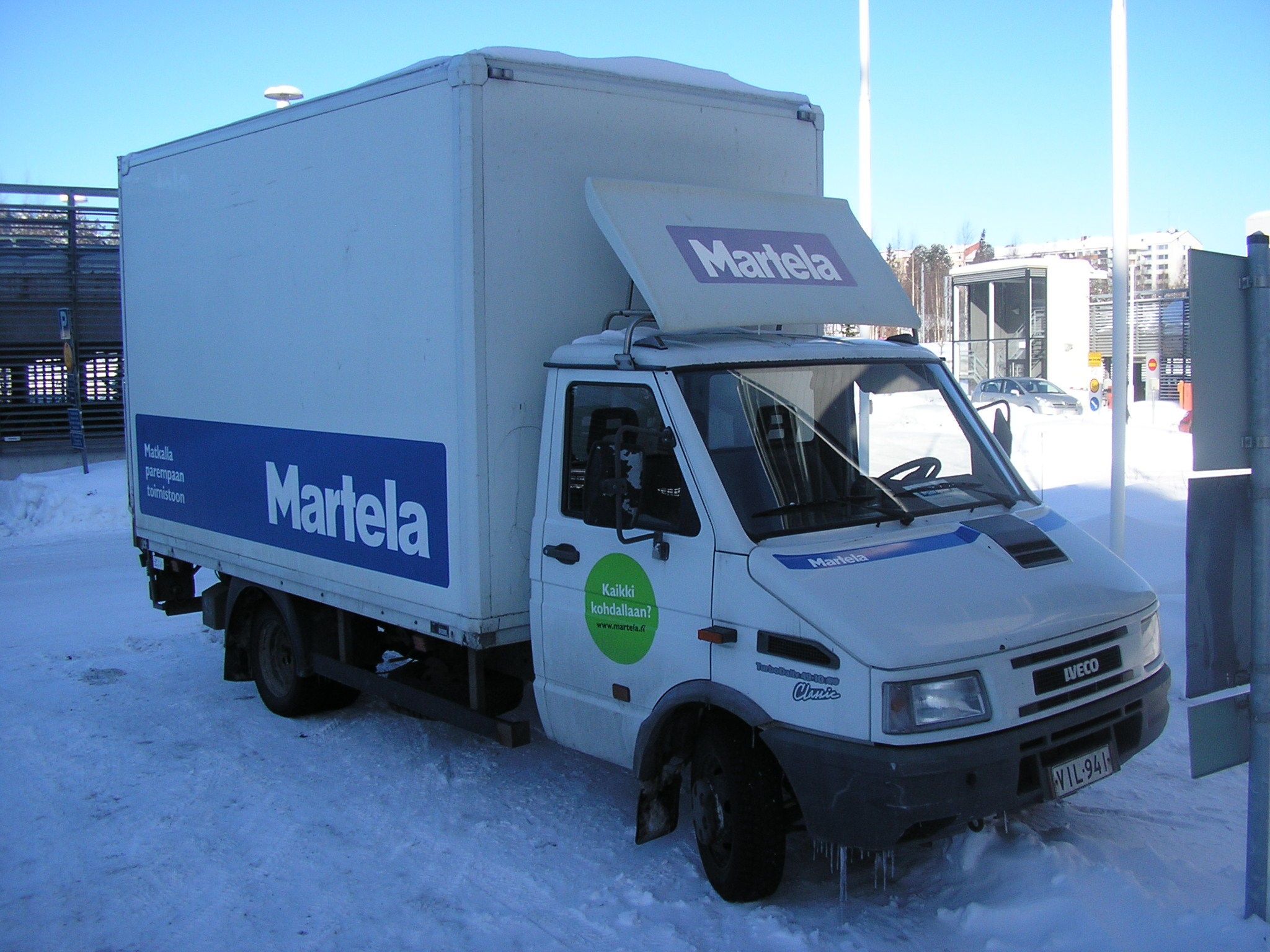
Camion de Martela à Jyväskylä.

Martela prend en charge la conception de lieux de travail et d'environnements d'apprentissage.
Martela prend en charge la maintenance et la modification des aménagements intérieurs.
En Finlande, Martela offre un service complet qui peut couvrir l'ensemble du processus de modification d'aménagement, de l'inventaire initial, de la conception à l'enlèvement des meubles et à la maintenance.

## Organisation
La maison mère du Groupe est Martela Oyj, les installations de production sont situées à Nummela et Kitee en Finlande, à Bodafors en Suède et à Varsovie en Pologne.
En 2020, les filiales de Martela sont:
- Kidex Oy, Finlande
- Grundell Muuttopalvelut, Finlande
- Kiinteistö Oy Ylähanka, Finlande
- Tehokaluste Oy, Finlande
- Martela AB, Nässjö, Suède
- Aski Avvecklingsbolag AB, Malmö, Suède
- Martela AS, Oslo, Norvège
- Martela Sp.z o.o., Varsovie, Pologne

## Actionnaires
Au 31 décembre 2019, les plus grands actionnaires de Martela sont:
| #  | Actionnaire                  | Actions   | %    |
| -- | ---------------------------- | --------- | ---- |
| 1  | Marfort Oy                   | 524 574   | 12,6 |
| 2  | Ilmarinen oy                 | 335 400   | 8,1  |
| 3  | Heikki Juhani Martela        | 183 064   | 4,4  |
| 4  | Leena Maire Sinikka Palsanen | 135 634   | 3,3  |
| 5  | Jaakko Antero Palsanen       | 133 740   | 3,2  |
| 6  | AC Invest Oy                 | 103 777   | 2,5  |
| 7  | Meissa-Capital Oy            | 86 487    | 2,1  |
| 8  | Etelä-Pohjanmaan Turve Oy    | 82 000    | 2,0  |
| 9  | Sr Nordea Nordic Small Cap   | 76 286    | 1,8  |
| 10 | Tuija Elli Annikki Lindholm  | 71 343    | 1,7  |
| 11 | Pekka Kalevi Martela         | 69 282    | 1,7  |
| 12 | Minna Sinikka Andersson      | 49 200    | 1,2  |
| 13 | Mari Kaarina Martela         | 29 815    | 0,7  |
|    | autres actionnaires          | 2 274 998 | 54,7 |